# Gloria Rolando
Gloria Victoria Rolando Casamayor, được biết đến với cái tên Gloria Rolando (sinh ngày 4 tháng 4 năm 1953), là một nhà làm phim và nhà biên kịch người Cuba. Sự nghiệp của bà là một đạo diễn kéo dài hơn 35 năm tại Viện phim quốc gia Cuba ICAIC, và bà cũng đứng đầu Imágenes del Caribe, một nhóm làm phim độc lập. Những bộ phim của cô, như Reshipment (2014), ghi lại một cách đặc trưng lịch sử của người dân châu Phi.

## Tiểu sử
Sinh ra ở Havana, Cuba, năm 1953, Gloria Rolando theo học Nhạc viện Amadeo Roldan, từ đó bà tốt nghiệp ngành lý thuyết âm nhạc, piano, hòa âm, lịch sử âm nhạc và ký hiệu âm nhạc, và năm 1976 lấy bằng Cử nhân Lịch sử Nghệ thuật tại Đại học Havana. Sau đó, bà bắt đầu làm trợ lý giám đốc tại Viện Nghệ thuật và Công nghiệp Điện ảnh Cuba (ICAIC). bà đã học cao học về Văn học Caribe, trình bày bài viết cuối cùng của mình, "Di cư, một chủ đề định kỳ trong Văn học Caribe", tại Đại học Havana năm 1987.
Phim tài liệu của bà lấy chủ đề là vấn đề lịch sử của cộng đồng người châu Phi ở vùng biển Caribe, sử dụng cách làm phim như một cách để bảo tồn văn hóa và giá trị tinh thần. phim tài liệu đầu tiên của cô, Oggun: An Presence Eternal (1991), trong đó trả tỏ lòng tôn kính với những người đã bảo quản các Yoruba tôn giáo châu Phi ở Cuba, đã giành giải Premio de la Popularidad tại Liên hoan de video Mujer e Imagen ở Ecuador vào năm 1994, và Rolando tiếp tục thực hiện hơn một chục phim tài liệu khác, giành được một số giải thưởng khác.
Được phỏng vấn vào năm 2014 khi bộ phim Reshipment của bà đang lưu diễn ở Mỹ, Rolando nói: "Khi chúng tôi nói về cộng đồng người châu Phi, đôi khi mọi người không biết nhiều về những gì đã xảy ra trong lịch sử của Caribe Caribe và Cuba là một hòn đảo Caribe chia sẻ Ngay cả khi chúng ta nói tiếng Tây Ban Nha và những người khác nói tiếng Pháp hoặc tiếng Anh, chúng ta có nhiều điểm chung. Vì vậy, tôi nghĩ rằng sự kỳ vọng, sự quan tâm và phản ứng mà tôi thấy [ở khán giả Mỹ] là vì mọi người muốn để biết chuyện gì đã xảy ra với phần còn lại của người da đen ở lục địa.... Qua các bộ phim của tôi, họ có được một chút. Tôi không thể kể hết trong một bộ phim tài liệu về một giờ toàn bộ lịch sử của các quốc gia Caribe, về lịch sử của chúng ta là người da đen. Nhưng ít nhất mọi người [có thể] có được một số yếu tố cho phép họ tiếp tục nghiên cứu hoặc [làm thêm] nghiên cứu, đặc biệt là thế hệ trẻ. " 
Trong số các tác phẩm nổi tiếng nhất của bà là Cuba, My Footsteps in Baraguá (1996), lịch sử của cộng đồng Tây Ấn ở miền đông Cuba, Eyes of the Rainbow (1997), một bộ phim về Assata Shakur, và một bộ ba phần vào năm 1912 vụ thảm sát các thành viên của Partido Independiente de Color (Đảng độc lập về màu sắc), mang tên Phá vỡ sự im lặng (2010). Cuộc đối thoại gần đây nhất của Rolando, Đối thoại với bà tôi, dựa trên cuộc trò chuyện năm 1993 mà bà có với bà ngoại, Inocencia Leonarda Armas y Abre.
Rolando đứng đầu một nhóm làm phim độc lập, Imágenes del Caribe, có trụ sở tại Havana.

## Phim được chọn
- 1991: Oggun: Món quà vĩnh cửu
- 1996: Bước chân của tôi ở Baraguá
- 1997: Đôi mắt của Cầu vồng / Ojos del arco iris
- 2000: El Alacrán / Bọ cạp
- 2001: Raices de Mi Corazon / Rễ trái tim tôi
- 2003: Los Marqueses de Atarés
- 2004: Nosotros y el Jazz / The Jazz in Us
- 2007: Pasajes Del Corazón y La Memoria (Lịch sử de Cubanos y Caimaneros). Tiếng Anh: Ký ức đảo Cherished
- 2010: 1912: Phá vỡ sự im lặng Chương 1/1912, Vocales para un Silencio, Capitulo 1
- 2011: 1912: Phá vỡ sự im lặng, Chương 2/1912, Vocales para un Silencio, Capitulo 2
- 2012: 1912: Phá vỡ sự im lặng, Capitulo 3/1912, Vocales para un Silencio, Capitulo 3
- 2014: Reembarque / Giải cứu
- 2016: Dialogo con mi abuela / Hộp thoại với bà tôi

## Giải thưởng được chọn
- 1994: Premio de la Popularidad tại Festival de Video Mujer e Imagen ở Ecuador cho Oggun: Món quà vĩnh cửu
- 2000: Distinción "Gitana Tropical", từ Dirección Province de Cultura de la Ciudad de la Habana.
- 2000: Văn bằng "Al Mérito Artístico", từ Bộ trưởng Bộ de Cultura y el Ministro de Giáo dục cấp trên, Cuba.
- 2009: Medalla Federico Fellini từ UNESCO đến Gloria Rolando làm giám đốc
- 2010: Giải thưởng Sara Gómez dành cho Pasajes del corazon y la memoria (2007), từ Consejo Nacional de Casas de Cultura (Havana) tại Lễ hội lần thứ 30 Internacional del Nuevo Cine Latinoamericano.
- 2012: Giải thưởng Walterio Carbonell cho sê-ri 1912, Vocales para un silencio
- 2013: Giải thưởng Caracol (hạng mục đạo diễn) từ UNEAC năm 1912, Voces para un silencio
- 2016: Giải thưởng Caracol (hạng mục phim tài liệu) từ UNEAC cho Dialogo con mi abuela
- Dialogo con mi abuela được đề cử cho Phim tài liệu ngắn hay nhất, Liên hoan phim Pan Phi, Los Angeles, 2017